# Cosmos Arena
Cosmos Arena (ryska: Космос Арена), under fotbolls-VM 2018 kallad Samara Arena, är en idrottsarena i Samara, Ryssland med en kapacitet på 44 918 åskådare. 
Arenan invigdes 28 april 2018 och är hemmaplan för det ryska fotbollslaget PFK Krylja Sovetov Samara som spelar i ryska premier league.